# Alligator Farm
Alligator Farm — третий сольный студийный альбом Пола Гилберта, выпущенный в 2000 году.

## Информация об альбоме
После выпуска концертного альбома Beehive Live в 1999 году Пол решил вновь собрать свою группу Racer X. В том же году группа записала и выпустила альбом Technical Difficulties, поднявший планку исполнительского мастерства музыкантов на ещё более высокий уровень. Однако группа не давала концертов, поэтому у Пола было достаточно времени для записи нового сольного альбома. Alligator Farm был записан и выпущен в первой половине 2000 года. На этом альбоме Пол немного изменил своё звучание — если первые два альбома состояли примерно в равных пропорциях из блюза и поп-рока, то Alligator Farm имеет более ярко выраженную хард-роковую составляющую.
По традиции, на альбоме присутствует классическое произведение, аранжированное для электрогитары. На этот раз это «Whole Lotta Sonata» — третья часть (аллегретто) фортепианной сонаты До мажор (К.330) Вольфганга Амадея Моцарта.

## Список композиций
Все песни написаны Полом Гилбертом, кроме отмеченных особо.
1. «Better Chords» — 1:03
2. «Individually Twisted» — 4:05
3. «Cut, Cut, Cut» — 3:22
4. «Alligator Farm» — 3:42
5. «Attitude Boy Will Overcome» — 4:03
6. «2 Become 1» — 5:16 (Spice Girls cover)
7. «Lancelot Link» — 0:35
8. «Rosalinda Told Me» — 3:57
9. «Let the Computer Decide» (Instrumental) — 3:58
10. «Koto Girl» — 3:35
11. «Dreamed Victoria» — 4:23
12. «Six Billion People» — 1:38
13. «Ballad of the Last Lions» — 9:31
14. «Whole Lotta Sonata» (Instrumental) — 3:33 (Вольфганг Амадей Моцарт)

## Участники записи
- Пол Гилберт — вокал, гитара
- Скотти Джонсон — гитара, бэк-вокал, клавишные, орган
- Тони Спиннер — гитара и бэк-вокал
- Майк Шутер — бас-гитара и бэк-вокал
- Джефф Мартин — ударные, перкуссия, бэк-вокал
- Джими Кидд — гитара (трек 13)
- Hang Xiang — кото (трек 10)
- Джефф Скотт Сото — выкрики (трек 3)
- Кейт Гилберт — выкрики (трек 7)
- Джулиан Квейл — Пилот Космического Корабля (трек 9)
- Джеймс Чанг — Робот (трек 9)

### Продюсирование
- Продюсирование — Пол Гилберт
- Сведение и звук — Том Сайз